# Fabíola (voleibolista)
Josefa Fabíola Almeida de Souza (Brasília, 3 de fevereiro de 1983), mais conhecida como Fabíola, é uma jogadora de voleibol brasileira que atua como levantadora no clube  Mackenzie.

## Carreira
Começou a carreira no SESI de Ceilândia-DF e nas categorias de base do Força Olímpica em 1995 como ponteira. Atuando pela seleção brasileira infanto-juvenil, foi campeã sul-americana em 1998 e vice-campeã mundial em 1999.
Em 2000, ganhou a medalha de ouro no Sul-Americano Juvenil e foi contratada pelo Rexona (atual Unilever). Durante esse período foi aconselhada pelo técnico Bernardinho, a atuar como levantadora, tendo obtido grande êxito nessa nova posição.
Em 2001, conquistou o título mundial juvenil e, em seguida, o da Superliga 2001/2002 pelo MRV/Minas. Teve sua primeira chance na seleção adulta em 2003, comandada por Marcos Aurélio Motta, tendo participado do Montreux Volley Masters e do Grand Prix, tendo conquistado, respectivamente, a terceira e a oitava posição. Foi vice-campeã da Superliga durante as duas temporadas seguintes, perdendo a decisão para Osasco.
Defendeu o São Caetano durante a temporada 2004/2005. Deu à luz sua primeira filha, Andressa, em outubro de 2006. No ano seguinte mudou-se para sua cidade natal, atuando pelo Brasil Telecom, tendo se transferindo depois para o Mackenzie/Pinheiros.
Após a aposentadoria de Fofão em 2008, passou a ser convocada constantemente junto com as também levantadoras Dani Lins e Ana Tiemi. Inicialmente era considerada a "terceira levantadora", participando dos treinamentos, mas sendo cortada da lista final, situação alterada no ano de 2010, quando começou o Grand Prix como reserva e ganhou a posição no decorrer do campeonato, assim como viria a acontecer novamente no Mundial, ocasião em que o Brasil foi vice-campeão após ser derrotado pela Rússia.
Como levantadora titular do  Sollys Osasco foi campeã da Superliga 2011-2012, em que foi considerada a melhor levantadora da competição e melhor jogadora da final contra o Unilever. No mesmo ano também venceu o Campeonato Sul-Americano de Clubes e recebeu uma notícia muito ruim: Fabíola foi cortada dos Jogos Olímpicos de Londres 2012, mas após os Jogos Olímpicos venceu o Mundial de Clubes e apesar de não ter sido eleita a melhor levantadora do torneio, liderou as estatísticas. No final do ano ainda ganhou o Campeonato Paulista.
Após o corte inesperado da Seleção Feminina e os títulos com o Sollys Osasco, Fabíola se dedicou inteiramente a Superliga 2012/2013, infelizmente não conseguiu mais este título na carreira, sendo vice-campeã em uma final eletrizante contra o Unilever/Rio de Janeiro, mas ganhou pela segunda vez consecutiva o troféu de Melhor Levantadora do campeonato.

### Novo ciclo olímpico e nova convocação para a seleção
A crítica especializada e os fãs de vôlei especulavam uma possível volta de Fabíola à seleção para o começo do novo Ciclo Olímpico, a grande maioria era cética quanto a isso, principalmente após Dani Lins e Claudinha serem convocadas em uma primeira lista divulgada pela Confederação Brasileira de Voleibol. Mas no final de Abril, a levantadora foi convocada juntamente com Adenízia, Fernanda Garay e Camila Brait. Os primeiros campeonatos disputados em 2013 com a camisa 17 foram o Montreux Volley Masters e o Torneio de Alassio, e mesmo sendo reserva de Dani Lins, Fabíola entrou bem sempre que solicitada, sagrando-se assim campeã com a equipe nacional em ambas as competições.
Após um curto período de descanso, foi novamente convocada por Zé Roberto, desta vez para disputar o Grand Prix 2013. Na primeira semana da fase classificatória na Arena Amil em Campinas, Fabíola teve destaque na última partida da rodada contra o time americano onde foi fundamental juntamente com Sheilla na inversão do 5-1 no quarto set para garantir a vitória do Brasil. Horas depois, foi divulgado na imprensa que a levantadora havia pedido dispensa alegando problemas familiares. Em Setembro, Fabíola retornou a seleção para a disputa do Sul-Americano, onde mais uma vez tornou-se campeã.
Em meados de Outubro, Fabíola teve uma nova chance de atuar como levantadora titular da Seleção Feminina quando Dani Lins foi dispensada após sofrer uma lesão, o torneio a ser disputado foi a Copa dos Campeões realizada no Japão, onde ela fez bons jogos e ajudou na conquista do bicampeonato do time de José Roberto Guimarães.
Para a temporada 2013/2014, Fabíola se mantém no Osasco, juntamente com Adenízia, Sheilla, Camila Brait e Thaísa. A campanha foi bem proveitosa, pois a jogadora ajudou o time a conquistar mais uma vez o Campeonato Paulista realizado no final de 2013, o mais expressivo campeonato estadual do Brasil. O Osasco neste ano também fatura o título da Copa Brasil na vitória contra o SESI São Paulo. A Copa Brasil foi restaurada em 2014 para decidir as vagas dos times brasileiros para o Campeonato Sul-Americano, com base nos playoffs da Superliga da edição anterior. Neste Campeonato, que dá acesso ao Campeonato Mundial de Clubes, o sucesso não se repetiu, pois o Osasco perde a final para o SESI São Paulo. Contudo, mesmo sendo derrotado, o Osasco ganhou um convite para o Campeonato Mundial, torneio este em que finaliza na segunda colocação, com derrota para o time russo Dinamo Kazan, integrado por Gamova, Startseva e Larson. No âmbito nacional, no principal torneio do país, a Superliga, o Osasco acabou em terceira colocação após duas derrotas na semifinal para o SESI. O time de Luizomar de Moura já vinha desde a edição da Superliga 2003/2004 chegando na final deste torneio, fato este que só veio mudar dez anos depois.
Ao ser convocada em meados do mês de Maio para juntar-se a seleção, Fabíola disputou o Montreux Volley Masters, mas a equipe amargou o modesto quinto lugar na competição. Ainda em 2014 disputou o Grand Prix conquistando a medalha de ouro.  Entre Setembro e Outubro o  Campeonato Mundial de Voleibol foi o último compromisso junto a seleção, após uma derrota sofrida para o time norte-americano nas semifinais, Fabíola e a seleção brasileira levaram a singela medalha de bronze após vencer a seleção italiana na disputa pelo terceiro lugar. De volta ao Brasil, foi confirmada após semanas de rumores, a transferência de levantadora para o vôlei russo, mais precisamente para o Dínamo Krasnodar, onde a mesma está atuando ao lado de estrelas como Sokolova, Fernanda Garay e Calderón. Esta é a primeira experiência internacional da levantadora brasileira que em Dezembro conseguiu seu primeiro título no novo clube vencendo a Copa Russa de Voleibol derrotando o Omichka por 3 sets a 2, levando os prêmios individuais de Melhor Levantadora e MVP do campeonato.
Apesar de ter dado a luz à segunda filha Annah Vitória três meses antes dos Jogos Olímpicos de Verão de 2016, Fabíola estava garantida na seleção que jogaria no Rio, tendo grande esforço para perder os 20 kg ganhos na gravidez. O Brasil teria campanha frustrante, caindo já nas quartas de final. Depois da Olimpíada jogou na Suíça pelo Volero Zurich, e após uma lesão no joelho no começo de 2017 levá-la a uma artroscopia, assinou com o Osasco Voleibol Clube para que pudesse criar os filhos perto de seus pais.. Nas temporadas de 2019-20 e 2020-21 defendeu as cores do Sesc-RJ/ Flamengo
Depois de uma temporada na Polônia, em 2023, jogou pelo Campinas ao lado de sua filha Andressa, antes de se mudar para o Recife em meio à dissolução do Campinas. Assinou com o Mackenzie para a temporada 2024.

## Clubes
| Clube                    | País    | De   | Até  |
| ------------------------ | ------- | ---- | ---- |
| Petrobras/Força Olímpica | Brasil  | 1998 | 2000 |
| Rexona                   | Brasil  | 2000 | 2001 |
| MRV/Minas                | Brasil  | 2001 | 2004 |
| São Caetano/Detur        | Brasil  | 2004 | 2005 |
| Brasil Telecom/Brasília  | Brasil  | 2006 | 2007 |
| Fiat/Minas               | Brasil  | 2007 | 2008 |
| Brusque                  | Brasil  | 2008 | 2009 |
| Mackenzie/Pinheiros      | Brasil  | 2009 | 2011 |
| Sollys/Osasco            | Brasil  | 2011 | 2013 |
| Molico/Nestlé            | Brasil  | 2013 | 2014 |
| Dínamo Krasnodar         | Rússia  | 2014 | 2015 |
| Voléro Zürich            | Suíça   | 2015 | 2017 |
| Osasco VC                | Brasil  | 2017 | 2018 |
| Sesi/Vôlei Bauru         | Brasil  | 2018 | 2019 |
| Rio de Janeiro VC        | Brasil  | 2019 | 2021 |
| Osasco VC                | Brasil  | 2021 | 2022 |
| Chemik Police            | Polónia | 2022 | 2023 |
| Campinas                 | Brasil  | 2023 | 2023 |
| Recife Vôlei             | Brasil  | 2023 | 2024 |
| Batavo Mackenzie         | Brasil  | 2024 |      |

## Títulos

### Seleção
- Sul-Americano Infanto Juvenil - 1998
- Sul-Americano Juvenil - 2000
- Campeonato Mundial Juvenil - 2001
- Sul-Americano de Voleibol Feminino - 2007
- Copa Final Four de Voleibol - 2009
- Jogos Pan-Americanos - 2011
- Sul-Americano de Voleibol Feminino - 2011
- Copa Pan-Americana de Voleibol Feminino - 2011
- Montreux Volley Masters - 2013
- Torneio de Alassio - 2013
- Sul-Americano de Voleibol Feminino - 2013
- Copa dos Campeões - 2013
- Grand Prix de Voleibol - 2014

### Clubes
MRV Minas
- Campeonato Mineiro - 2003
- Superliga - 2001/2002

Pinheiros/Mackenzie
- Campeonato Paulista - 2009
- Campeonato Paulista - 2010

Osasco
- Sul-Americano de Clubes - 2012
- Campeonato Paulista - 2012
- Mundial de Clubes - 2012
- Superliga - 2011/2012
- Campeonato Paulista - 2013
- Copa Brasil de Voleibol - 2014
- Copa Brasil de Voleibol - 2018

Dinamo Krasnodar
- Copa Russa - 2014
- Copa CEV - 2014

 Volero Zurich
- Yeltsin Cup - 2016

Vôlei Bauru
- Campeonato Paulista - 2018

SESC RJ
- Campeonato Carioca - 2019
- Copa Brasil de Voleibol - 2020

### Prêmios Individuais
Clubes
- Superliga: 2011-12 - Melhor Levantadora
- Superliga: 2012-13 - Melhor Levantadora
- Sul-Americano de Clubes: 2012 - Melhor Levantadora
- Campeonato Mundial de Clubes: 2014 - Melhor Levantadora
- Copa Russa: 2014 - Melhor Levantadora
- Copa Russa: 2014 - MVP
- Campeonato Mundial de Clubes: 2015 - Melhor Levantadora
- Yeltsin Cup: 2016 - Melhor Levantadora

Imprensa
- Troféu Melhor do Vôlei: Melhor Levantadora - 2012 e 2013